# Sap (Slowakije)

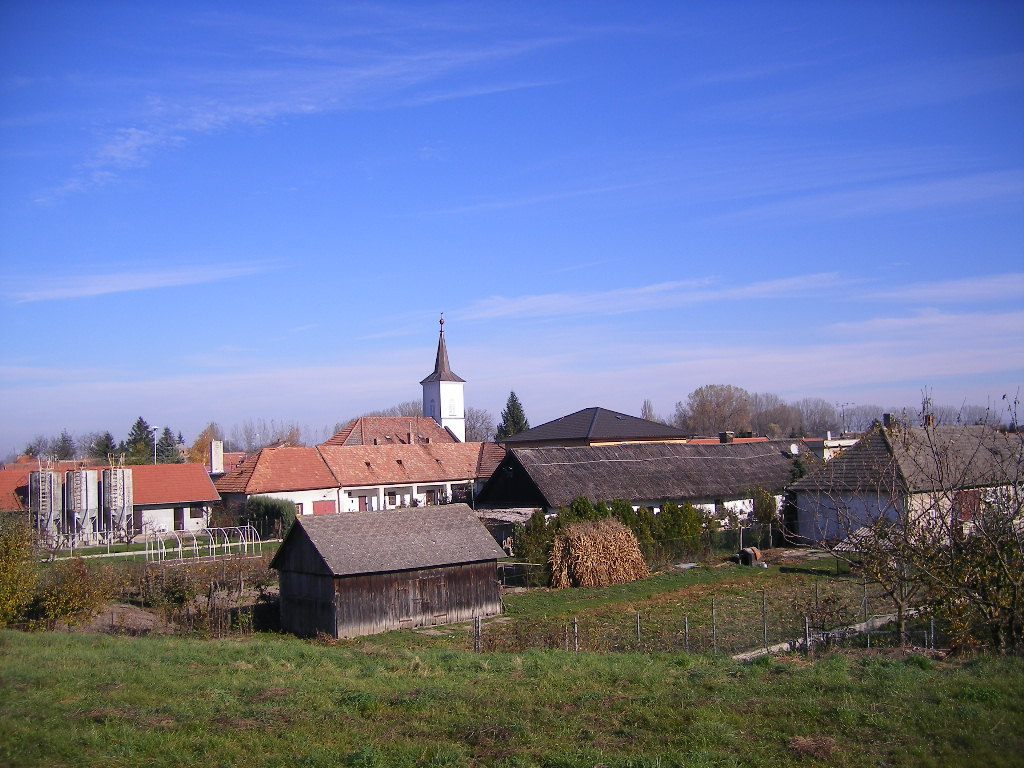
Sap

Sap (Hongaars: Szap) is een Slowaakse gemeente in de regio Trnava, en maakt deel uit van het district Dunajská Streda.
Sap telt 540 inwoners.